# Donstiennes
Donstiennes is een dorp in de Belgische provincie Henegouwen, en een deelgemeente van de Waalse gemeente Thuin.
Donstiennes was een zelfstandige gemeente, tot die bij de gemeentelijke herindeling van 1977 toegevoegd werd aan de gemeente Thuin.

## Demografische ontwikkeling
- Bronnen:NIS, Opm:1831 tot en met 1970=volkstellingen

## Externe link

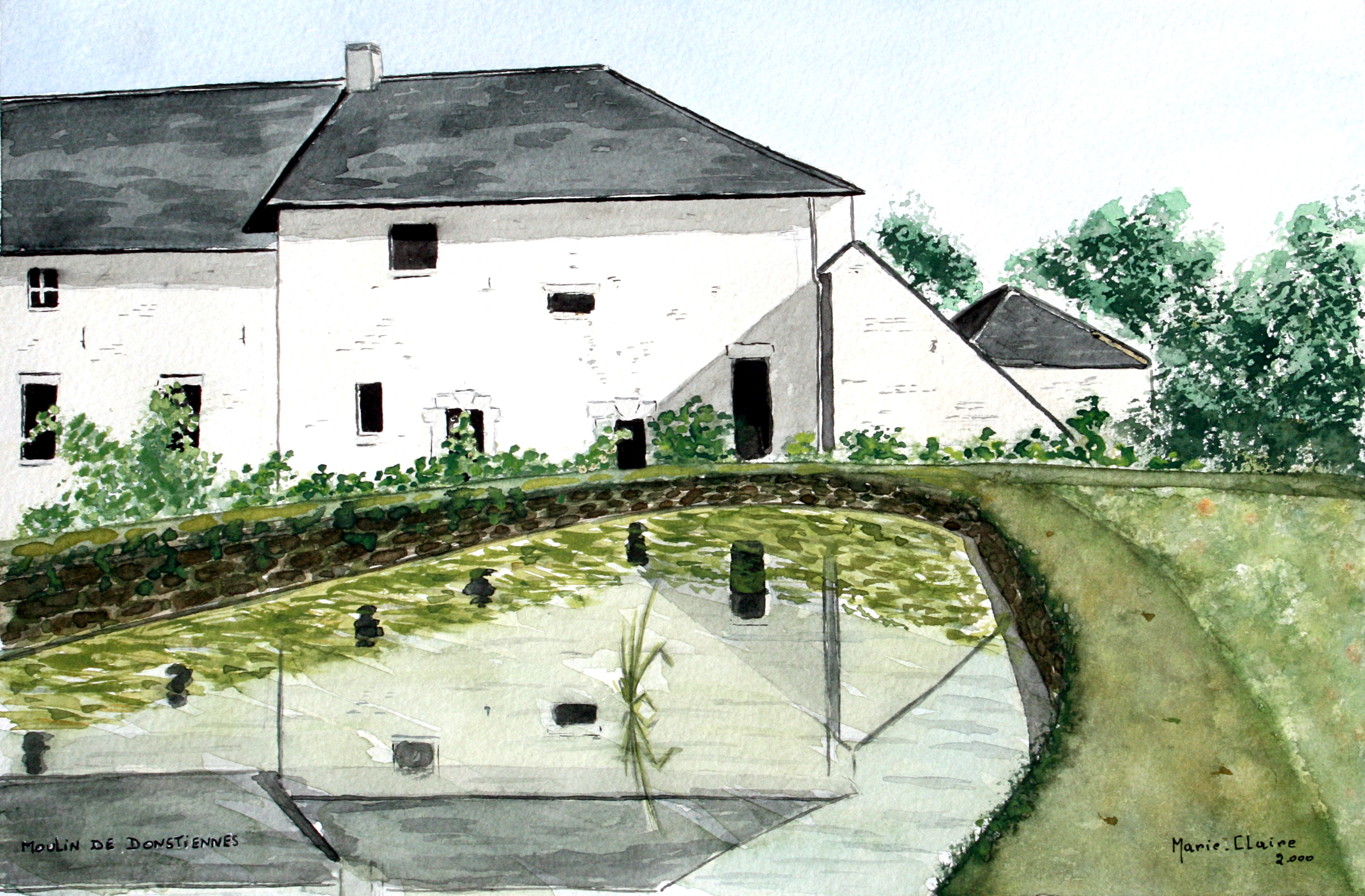
Watermolen van Donstiennes.